# Иван Трайков (революционер)
Иван Петров Трайков е български революционер, войвода на Вътрешната македоно-одринска революционна организация и деец на Вътрешната македонска революционна организация.

## Биография
Роден е в 1880 година в битолското село Цапари, тогава в Османската империя, днес в Северна Македония. Включва се дейно в националноосвободителни борби на българите в Македония и влиза във ВМОРО. Още в 1898 година взима активно участие като организатор в освободителна борба. По време на Илинденско-Преображенското въстание се включва като четник в четите на Георги Сугарев и Аце Коларов и участва в сраженията в Смилево, Боища и Гявато. В периода 1905 – 1912 година като нелегален е войвода в Гяватски и Цапарски околийски район и се включва в борбата срещу гръцката въоръжена пропаганда в Македония.
След като Битолско попада в Сърбия след Междусюзническата война, Иван Трайков продължава да отстоява българщината и не заема никакви длъжности. Заради пробългарскара си дейност е заловен и затворен в Битоля, където е изтезаван и тежко бит от новите сръбски власти заедно с шестима цапарчани, защото поддържат четата на Кръсте Льондев, Михаил Мукев и други.
Иван Трайков става главен разузнавач за Леринска околия на Битолския революционен окръг като член на Разузнавателната организация на ВМРО, създадена в 1925 - 1926 година.
В 1943 година се преселва в Свободна България и се установява в Лом.
На 22 март 1943 година, като жител на Лом, подава молба за народна пенсия, която е одобрена и отпусната от Министерския съвет на Царство България.